# Paul Friedrich Scheel

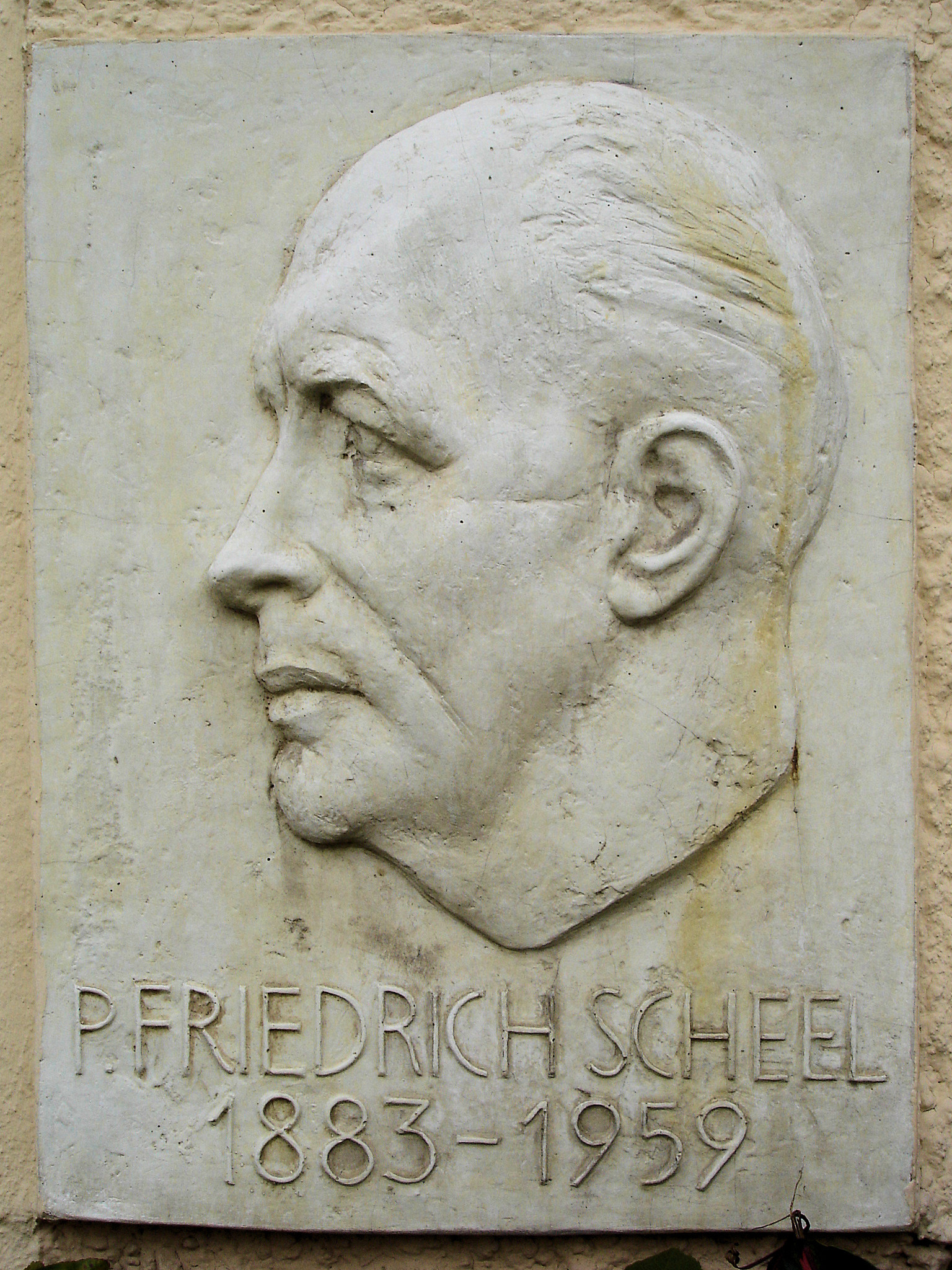
Relief am Scheel-Haus in Rostock

Paul Friedrich Scheel (* 1. Oktober 1883 in Rostock; † 9. Januar 1959 ebenda) war ein deutscher Orthopäde und Hochschullehrer.

## Leben
Paul Friedrich Scheels Eltern waren der Arzt Ludwig Scheel (1849–1913) und seine Ehefrau Sophie Scheel geb. Schleker (1853–1934). Seine Schwester Margarete Scheel war Bildhauerin. 
Paul Friedrich Scheel besuchte das Gymnasium in Rostock und schloss 1901 mit dem Abitur. Anschließend diente er als Einjährig-Freiwilliger bis 1902 im Großherzoglich Mecklenburgischen Füsilier-Regiment Nr. 90 in Rostock, gleichzeitig studierte er Kunstgeschichte an der Universität Rostock. Anschließend begann er an der Eberhard Karls Universität Tübingen Medizin zu studieren. 1903 wurde er im Corps Franconia Tübingen aktiv. Als Inaktiver kehrte er nach 
Rostock zurück. 1908 bestand er das Medizinische Staatsexamen. Von 1908 bis 1909 absolvierte er ein praktisches Jahr in Rostock und Heidelberg, bevor er von 1909 bis 1913 als Assistenzarzt an der Chirurgischen Universitätsklinik Rostock arbeitete. In dieser Zeit absolvierte Paul Friedrich Scheel die Facharztausbildung in der Chirurgie. 1910 wurde er zum Dr. med. promoviert.
1913 wechselte Paul Friedrich Scheel als Volontärarzt an das Orthopädische Universitätsambulatorium in Wien und als Assistenzarzt von 1913 bis 1914 an die Orthopädische Universitätsklinik München. Hier folgte die zweite Fachausbildung in Orthopädie. 1914 war Scheel kurzzeitig als Assistenzarzt im Oskar-Helene-Heim in Berlin-Dahlem tätig, bevor er im Ersten Weltkrieg von 1914 bis 1919 als Chirurg und Abteilungsarzt, zuletzt als Stabsarzt tätig war. 
Nach dem Kriegsende arbeitete Paul Friedrich Scheel bis 1923 als leitender Arzt in der orthopädischen Beschaffungsstelle des Versorgungsamtes Rostock. Gleichzeitig war er leitender Arzt in der Mecklenburgischen Landeskrüppelanstalt Elisabethheim Rostock und sorgte dort 1925 für die Errichtung einer orthopädischen Klinik. In der Zeit als leitender Arzt erreichte er, dass 1928 Mittel bereitgestellt wurden, um die „Neuschaffung einer zeitgemäßen Heilanstalt zur orthopädischen Behandlung“ sowie die „Schul- und Berufsausbildung Körperbehinderter unter Mitbeteiligung der Mecklenburgischen Regierung“ zu realisieren. Nach Scheel waren solche Maßnahmen dringend erforderlich, um „Krüppelkinder ... in eine ihren Verhältnissen besser angepasste Umgebung zwecks Erziehung und besserer Pflege zu bringen.“
Seine Habilitation erfolgte 1938 an der Universität Rostock mit dem Titel Beiträge zur Pathologie der Zwischenwirbelscheibe. Von 1939 bis 1940 diente Scheel bei der Wehrmacht im Standortlazarett Rostock. 
Trotz seiner Mitgliedschaft in der NSDAP wurde Scheel 1942 als leitender Arzt des Elisabethheims entlassen. Grund dafür war seine vorsorgliche Evakuierung des Heims während eines Bombenangriffs auf Rostock, ohne auf die Zustimmung des Vorsitzenden zu warten und die Tatsache, dass Scheel „judenfreundlich“ wäre. Der Vorwurf lautete, dass er seinen jüdischen Assistenzarzt und Vertreter im Elisabethheim geschützt hätte und als Vorsitzender der Sektion Rostock des Alpenvereins gegen die Ausschließung der Juden wäre. Der Streit zwischen dem Vorsitzenden des Elisabethheimes Dau und Scheel wurde vor dem Gaugericht für Paul Friedrich Scheel entschieden.
1945 war er kurzzeitig Stabsarzt und beratender Orthopäde des Wehrkreises II Rostock. Während der Kriegsjahre von 1939 bis 1945 war er als Dozent für Orthopädie an der Universität Rostock tätig und praktizierte 1942 und 1943 als niedergelassener Facharzt für Orthopädie in Rostock. Die Entlassung in der Mecklenburgischen Landeskrüppelanstalt Elisabethheim wurde 1943 aufgehoben und so war Paul Friedrich Scheel bis 1946 wieder als leitender Arzt tätig.
Ab 1946 war Scheel an der Orthopädischen Universitätsklinik Rostock. 1948 wurde er Oberarzt. Seit 1950 war er Dozent und seit 1951 Professor mit Lehrauftrag für Orthopädie, ab 1954 Professor mit Lehrstuhl für Orthopädie. 1949 wurde er zum kommissarischen Klinikdirektor ernannt; die Leitung der Klinik übernahm er 1950 bis zur Emeritierung 1957.
Ein Sohn war der Romanist und Literaturwissenschaftler Hans Ludwig Scheel (1918–2007).

## Ehrenämter

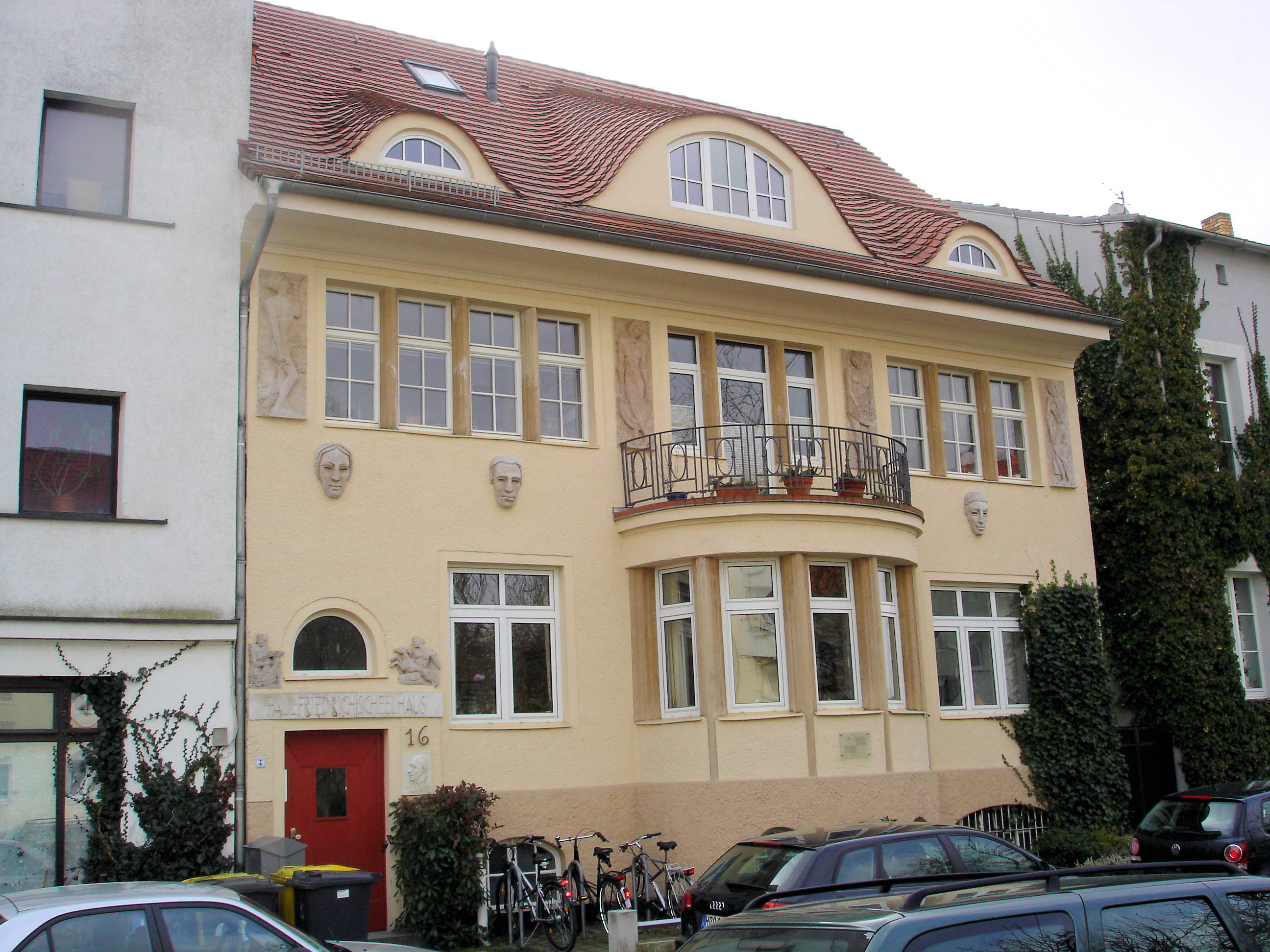
Wohnhaus von P. F. Scheel in der Rostocker Augustenstraße

- 1919 Beiratsmitglied der Fürsorgestelle für Kriegsbeschädigte, Rostock
- 1921–1923 Vorsitzender des Rostocker Ärzte-Vereins
- 1922 Mitglied des Unterausschusses für Gesundheitsfürsorge des Wohlfahrtsamtes Rostock
- 1927 Beiratsmitglied des Landesausschusses für hygienische Volksbelehrung
- 1930 stellvertretendes Beiratsmitglied des Wohlfahrtsamtes Rostock zur Durchführung der Kriegsbeschädigten- und Kriegshinterbliebenenfürsorge
- 1934 Vorstandsmitglied der Deutschen Orthopädischen Gesellschaft
- 1935 Sachverständiger der Reichsarbeitsgemeinschaft zur Bekämpfung des Krüppeltums im Reichsausschuss für Volksgesundheitsdienst Mecklenburg-Lübeck
- 1938 Landeskrüppelarzt Mecklenburg
- 1946–1949 Betriebs- und Seuchenarzt im Gesundheitsamt Rostock
- 1950–1951 Vorsitzender der Gesellschaft für Chirurgie der Universität Rostock
- 1951 Vorstandsmitglied der Deutschen Gesellschaft für Orthopädie
- 1955–1958 stellvertretender Vorsitzender der Medizinisch-Wissenschaftlichen Gesellschaft für Chirurgie an der Universität Rostock

## Ehrungen
- 1953 Verdienter Arzt des Volkes
- 1954 Medaille für ausgezeichnete Leistungen
- 1954 Ehrenmitglied der Vereinigung der Orthopäden Österreichs
- 1955 Vaterländischer Verdienstorden
- 1957 Ehrenmeister des Orthopädie-Handwerks
- Ehrenmitglied der Deutschen Orthopädischen Gesellschaft
- Ehrenmitglied der Deutschen Vereinigung zur Bekämpfung des Krüppeltums
- Ehrenmitglied der Medizinisch-wissenschaftlichen Gesellschaft für Orthopädie der DDR